# 鳴海亮
鳴海 亮（なるみ りょう、1987年5月22日 - ）は、長野県出身の元プロバスケットボール選手である。ポジションはポイントガード。170cm、65kg。
東海大三高校では全国大会に出場し主将も務めた。
卒業後、専門学校アップルスポーツカレッジバスケットボール専攻科に進学。在学中にチームトライアウトを経て新潟アルビレックスBB-A2に入団。9月にトップチーム昇格を果たした。背番号は当初苗字にかけて73だったが、後に2に変更。
2012年、リンク栃木ブレックスと契約を結び、TGI D-RISEに所属。2014年にD-RISEが山形に移転しパスラボ山形ワイヴァンズが設立されると、鳴海も山形へ移籍した。
2015年オフ、東京八王子トレインズへ移籍
2017年オフ、大塚商会アルファーズ（現越谷アルファーズ）へ移籍。
2021年より、八王子Custom所属。